# Amt Aurich
Das Amt Aurich war ein Amt, also ein Verwaltungs- und Gerichtsbezirk des Königreichs Hannover beziehungsweise ein Verwaltungsbezirk der preußischen Provinz Hannover. Übergeordnete Verwaltungsinstanz war die Landdrostei Aurich. In Bezug auf die Rechtsprechung war das Amt Aurich der Justizkanzlei Aurich nachgeordnet. 

## Lage und Gliederung
Das Amt grenzte im Osten an die Ämter Friedeburg und Wittmund, im Westen an die Ämter Emden und Pewsum, im Süden an die Ämter Emden, Leer und Stickhausen sowie im Norden an die Ämter Norden, Berum und Esens.
Zum Amt Aurich gehörten vier Amtsvogteien (Aurich, Timmel, Holtrop und Victorbur) mit neun angeschlossenen Untervogteien. Die Stadt Aurich (die heutige Kernstadt) zählte als selbständige Stadt nicht zum Amt.

## Geschichte
Das Amt wurde durch Verordnung vom 24. Juni 1817 aus dem früheren fürstlichen Amt Aurich gebildet. Von diesem wurden bei Gründung die Untervogtei Osteel des Nordbrokmerlandes an das Amt Norden, die Gemeinde Utarp an das Amt Esens, Ardorf und Heglitz an das Amt Wittmund abgetreten. 1828 trat das Amt zudem die Untervogtei Marienhafe an das Amt Norden ab. Aus dem Amt Aurich ging unter Einschluss der selbständigen Stadt Aurich, ansonsten aber ohne Grenzänderungen 1884 der neu eingerichtete Landkreis Aurich hervor.
Nach der Revolution von 1848 wurde im Königreich Hannover die Rechtsprechung von der Verwaltung getrennt und die Patrimonialgerichtsbarkeit abgeschafft.
Die Rechtsprechung wurde daraufhin mit der Verordnung vom 7. August 1852 die Bildung der Amtsgerichte und unteren Verwaltungsbehörden betreffend dem neu geschaffenen Amtsgericht Aurich übertragen.

## Einwohnerentwicklung
| Jahr | Einwohnerzahl |
| ---- | ------------- |
| 1822 | 18.919        |
| 1848 | 25.754        |
| 1880 | 30.672        |

## Amtshauptmann
- 1872–1885: Johann Georg Neupert